# Žaloba
Žaloba (lat. actio, angl./fr. action, něm. Klage) je procesní úkon, jímž se žalobce obrací na soud a žádá o ochranu svých porušených nebo ohrožených práv, eventuálně uplatňuje jiný návrh. Žaloba se uplatňuje jak v občanskoprávním sporném řízení, tak ve správním soudnictví. V občanskoprávním řízení jde např. o žalobu o rozvod manželství nebo o zaplacení určité částky peněz, jsou sice možná i jiná podání k civilnímu soudu, např. návrh na prohlášení za mrtvého nebo návrh na soudní úschovu, ty však žalobou nejsou a řízení, které o nich soud provede, je řízením nesporným. Žaloba se tedy vždy týká dvoustranných právních vztahů.
Velmi specifickou žalobou je ústavní žaloba pro velezradu nebo pro hrubé porušení Ústavy nebo jiné součásti ústavního pořádku, kterou se souhlasem Poslanecké sněmovny podává Senát proti prezidentu republiky k Ústavnímu soudu.

## Žaloba jako procesní úkon
Za podání žaloby se zpravidla platí soudní poplatek. Každé soudní řízení, které je podáním žaloby automaticky zahájeno, dostane přiřazenu spisovou značku, ta se pak vyskytuje na všech dokumentech, které soud vydá v souvislosti právě s tímto řízením. Tímto zahájením soudního řízení zároveň vznikne soudci povinnost v daném řízení nějak rozhodnout. Osoba, která je žalována, tzv. žalovaný, se může mj. bránit i vzájemnou žalobou, která se projedná ve stejném řízení, pokud ji soud nevyloučí k řízení samostatnému.
Zvláštní žalobou je hromadná žaloba, kterou žalobce podává ve jménu neurčité skupiny dalších osob, které jsou v podobné právní situaci. Jde o poměrně novou záležitost, která byla zavedena pod vlivem amerického práva ve věcech ochrany kolektivních zájmů (např. životní prostředí či profesní zájmy). V českém právu se vyskytuje ve věcech ochrany spotřebitelů, ochrany proti nekalé soutěži či ve věcech přeměn obchodních společností.

### Náležitosti žaloby
Žaloba musí vždy směřovat vůči konkrétní osobě (osobám) a musí něco konkrétního po soudu požadovat. Dále musí být vždy písemná a musí obsahovat:
- označení soudu, kterému je určena,
- označení stran řízení – žalobce a žalovaného, včetně jejich případných právních zástupců,
- označení žaloby, tedy co je žalováno,
- popis rozhodných skutečností (tzv. žalobní narace),
- označení důkazů, které k prokázání těchto skutečností žalobce navrhuje,
- co žalobce ve věci navrhuje, tedy jakého rozhodnutí se po soudu domáhá (tzv. žalobní petit) a
- datum a podpis.

Pokud bude žalobě některá z náležitostí chybět a nebude možno bez ní dále pokračovat v řízení, soud žalobce usnesením vyzve, aby ji doplnil a pokud se tak nestane, žalobu poté odmítne.

## Druhy žalob v občanskoprávním řízení
Dříve se žaloby rozlišovaly podle svého hmotněprávního důvodu, např. na žaloby reivindikační (na ochranu vlastnického práva), posesorní (na ochranu držby), excindační (na vyloučení věci z exekuce), negatorní (zápůrčí, na zdržení se určitého jednání) nebo odpůrčí (na určení neúčinnosti dlužníkova právního jednání). Protože jde ale o procesní úkon, občanský soudní řád je v § 80 až do roku 2014 příkladmo rozlišoval na:
- statusové (o osobním stavu) – taxativně určeny jako žaloby o rozvod, o neplatnost manželství, o určení, zda tu manželství je či není, o zrušení, neplatnost nebo neexistenci partnerství a o určení otcovství
- na plnění – o splnění určité povinnosti, která vyplývá ze zákona nebo z právního vztahu, a to klasicky buď jako povinnost:
  - něco dát (dare),
  - něco konat (facere),
  - něčeho se zdržet (omittere) nebo
  - něco strpět (pati)
- určovací – o určení, zda tu právní vztah nebo právo je či není, ale jen tehdy, je-li na tom naléhavý právní zájem (ten není dán zejména tehdy, lze-li podat žalobu na plnění)

Pokud je vyhověno statusové žalobě, je vydáno rozhodnutí, které má konstitutivní povahu, takže ono samo určitý právní vztah založí nebo zruší. Naopak při vyhovění žalobě na plnění či určovací je následné rozhodnutí povahy deklaratorní, protože pouze potvrdí už existující právní vztah, přičemž právům a povinnostem z tohoto vztahu už navíc jen přidá možnost jejich nuceného vynucení prostřednictvím exekuce.
Část právní teorie navíc zná žaloby pravotvorné (o založení, změnu nebo zrušení právního vztahu), které sice také vedou k vydání konstitutivního rozhodnutí, ale nejde o žaloby ve věcech osobního stavu, ale např. o zrušení a vypořádání spoluvlastnictví.

## Druhy žalob ve správním soudnictví
Soudní řád správní nazývá žalobou ty návrhy ke správnímu soudu, které jsou podány:
- proti rozhodnutí správního orgánu
- k ochraně proti nečinnosti správního orgánu
- k ochraně před nezákonným zásahem správního orgánu
- v kompetenčním sporu mezi orgány veřejné moci
- ve věcech střetu zájmů veřejných funkcionářů